# Møgeltønder Sogn
Møgeltønder Sogn er et sogn i Tønder Provsti (Ribe Stift).
Møgeltønder Sogn hørte til Tønder, Højer og Lø Herred i Tønder Amt. Møgeltønder sognekommune blev ved kommunalreformen i 1970 indlemmet i Tønder Kommune.
I Møgeltønder Sogn ligger Møgeltønder Kirke.
I sognet findes følgende autoriserede stednavne:
- Bønderby (bebyggelse, ejerlav)
- Dyrhus (bebyggelse)
- Gallehus (bebyggelse, ejerlav)
- Gammeldige (bebyggelse)
- Grippenfelt (bebyggelse)
- Kannikhus (bebyggelse)
- Lyst (bebyggelse)
- Møgeltønder (bebyggelse, ejerlav)
- Nørtoft (bebyggelse)
- Råde (landbrugsejendom)
- Schackenborg Slot (landbrugsejendom)
- Stokkebro (bebyggelse, ejerlav)
- Sødam (bebyggelse)
- Sønderby (bebyggelse, ejerlav)
- Toghale (bebyggelse)
- Ved Åen (bebyggelse, ejerlav)
- Vesterfelt (landbrugsejendom)

## Afstemningsresultat
Folkeafstemningen ved Genforeningen i 1920 gav i Møgeltønder Sogn 712 stemmer for Danmark, 113 for Tyskland. Af vælgerne var 132 tilrejst fra Danmark, 57 fra Tyskland. 